# Liste des États des États-Unis par PIB
Classement des 50 États des États-Unis en fonction de leur Produit Intérieur Brut. Toutes les données utilisées sont issues du Bureau d'Analyses Économiques, une agence gouvernementale nord-américaine dépendant du Département du Commerce.

## Évolution du PIB des États-Unis entre 1997 et 2023
Ce tableau rend compte de l'évolution du PIB des États-Unis d'Amérique entre 1997 et 2019.
|                           | 1997 | 1998 | 1999 | 2000  | 2001  | 2002  | 2003  | 2004  | 2005  | 2006  | 2007  | 2008  | 2009  | 2010  | 2011  | 2012  | 2013  | 2014  | 2015  | 2016  | 2017  | 2018  | 2019  |
| ------------------------- | ---- | ---- | ---- | ----- | ----- | ----- | ----- | ----- | ----- | ----- | ----- | ----- | ----- | ----- | ----- | ----- | ----- | ----- | ----- | ----- | ----- | ----- | ----- |
| PIB en euros              | 7,94 | 8,39 | 8,92 | 9,50  | 9,80  | 10,13 | 10,61 | 11,31 | 12,08 | 12,80 | 13,39 | 13,63 | 13,39 | 13,89 | 14,40 | 15,00 | 15,55 | 16,24 | 16,88 | 17,34 | 18,08 | 19,07 | 19,85 |
| PIB en dollars américains | 8,58 | 9,06 | 9,63 | 10,25 | 10,58 | 10,94 | 11,46 | 12,21 | 13,04 | 13,81 | 14,45 | 14,71 | 14,45 | 14,99 | 15,54 | 16,20 | 16,78 | 17,53 | 18,22 | 18,72 | 19,52 | 20,58 | 21,43 |
| Croissance                |      | 5,7% | 6,3% | 6,5%  | 3,2%  | 3,4%  | 4,8%  | 6,6%  | 6,7%  | 6,0%  | 4,6%  | 1,8%  | -1,8% | 3,8%  | 3,7%  | 4,2%  | 3,6%  | 4,4%  | 4,0%  | 2,7%  | 4,3%  | 5,4%  | 4,1%  |

Pour des raisons techniques, il est temporairement impossible d'afficher le graphique qui aurait dû être présenté ici.

Graphique indiquant l'évolution du PIB des États-Unis d'Amérique entre 1997 et 2019 en milliards d'euros.

## PIB par État en 2019

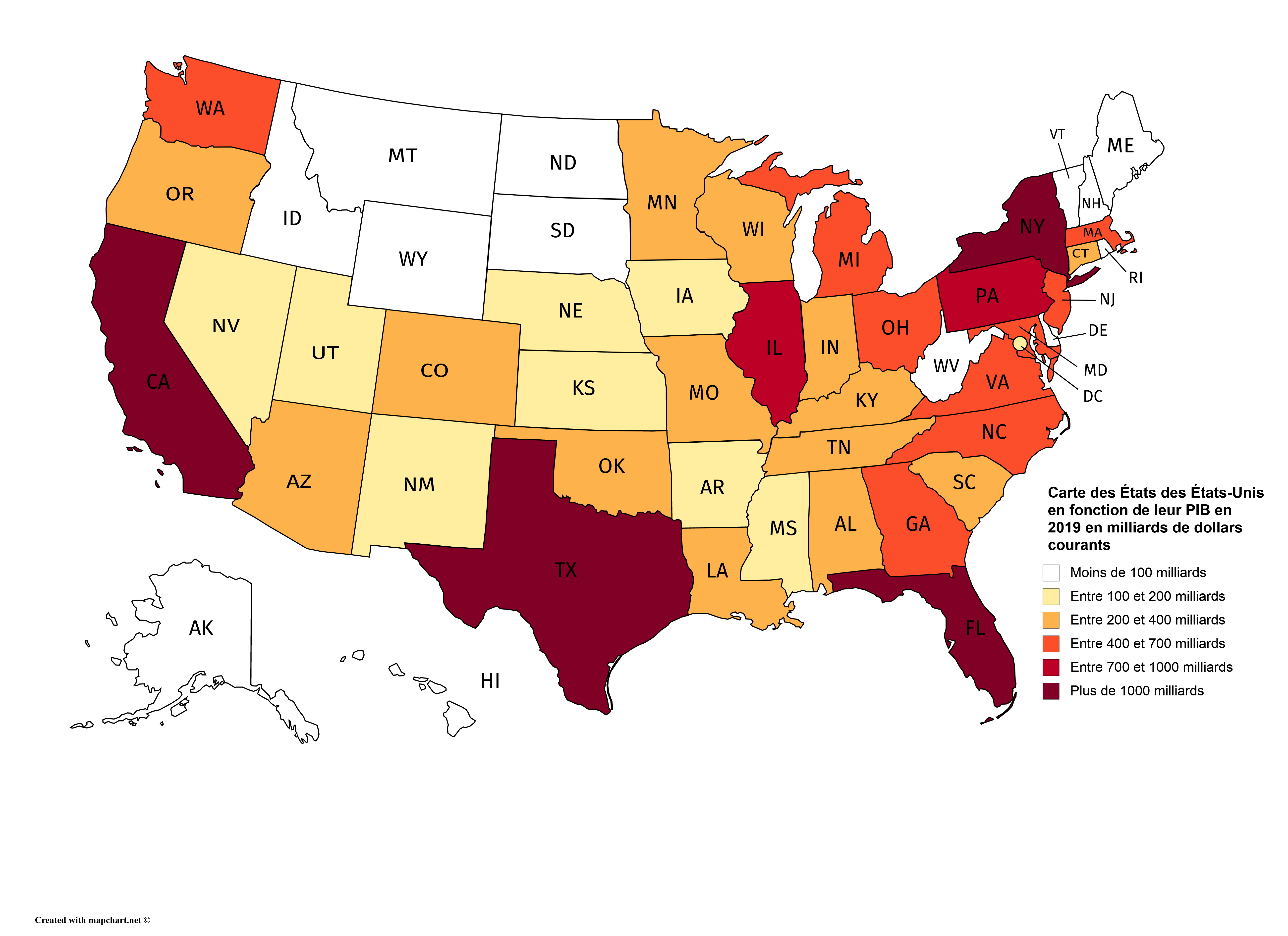
Carte des États-Unis en fonction de leur PIB en 2019 en milliards d'euros courants

Ce tableau classe les 50 États des États-Unis suivant leur PIB en 2019.
| État                 | PIB 2019 en milliards d'euros courants | PIB 2019 en milliards de dollars américains courants | Rang |
| -------------------- | -------------------------------------- | ---------------------------------------------------- | ---- |
| Californie           | 2 905                                  | 3 137                                                | 1    |
| Texas                | 1 747                                  | 1 887                                                | 2    |
| New York             | 1 604                                  | 1 732                                                | 3    |
| Floride              | 1 013                                  | 1 093                                                | 4    |
| Illinois             | 831                                    | 897                                                  | 5    |
| Pennsylvanie         | 754                                    | 814                                                  | 6    |
| Ohio                 | 647                                    | 698                                                  | 7    |
| New Jersey           | 597                                    | 645                                                  | 8    |
| Géorgie              | 571                                    | 616                                                  | 9    |
| Washington           | 555                                    | 600                                                  | 10   |
| Massachusetts        | 552                                    | 596                                                  | 11   |
| Caroline du Nord     | 544                                    | 588                                                  | 12   |
| Virginie             | 513                                    | 554                                                  | 13   |
| Michigan             | 502                                    | 542                                                  | 14   |
| Maryland             | 397                                    | 428                                                  | 15   |
| Colorado             | 361                                    | 390                                                  | 16   |
| Minnesota            | 353                                    | 381                                                  | 17   |
| Tennessee            | 352                                    | 380                                                  | 18   |
| Indiana              | 349                                    | 377                                                  | 19   |
| Arizona              | 339                                    | 366                                                  | 20   |
| Wisconsin            | 322                                    | 347                                                  | 21   |
| Missouri             | 308                                    | 332                                                  | 22   |
| Connecticut          | 265                                    | 285                                                  | 23   |
| Louisiane            | 244                                    | 263                                                  | 24   |
| Oregon               | 233                                    | 251                                                  | 25   |
| Caroline du Sud      | 228                                    | 246                                                  | 26   |
| Alabama              | 214                                    | 230                                                  | 27   |
| Kentucky             | 199                                    | 214                                                  | 28   |
| Oklahoma             | 191                                    | 206                                                  | 29   |
| Iowa                 | 181                                    | 194                                                  | 30   |
| Utah                 | 175                                    | 188                                                  | 31   |
| Nevada               | 165                                    | 177                                                  | 32   |
| Kansas               | 160                                    | 173                                                  | 33   |
| Arkansas             | 123                                    | 133                                                  | 34   |
| Nebraska             | 118                                    | 127                                                  | 35   |
| Mississippi          | 110                                    | 118                                                  | 36   |
| Nouveau-Mexique      | 96                                     | 104                                                  | 37   |
| Hawaï                | 90                                     | 97                                                   | 38   |
| New Hampshire        | 82                                     | 88                                                   | 39   |
| Idaho                | 75                                     | 80                                                   | 40   |
| Virginie occidentale | 72                                     | 78                                                   | 41   |
| Delaware             | 70                                     | 75                                                   | 42   |
| Maine                | 63                                     | 67                                                   | 43   |
| Rhode Island         | 59                                     | 63                                                   | 44   |
| Dakota du Nord       | 53                                     | 57                                                   | 45   |
| Alaska               | 51                                     | 55                                                   | 46   |
| Dakota du Sud        | 49                                     | 53                                                   | 47   |
| Montana              | 48                                     | 52                                                   | 48   |
| Wyoming              | 37                                     | 39                                                   | 49   |
| Vermont              | 32                                     | 34                                                   | 50   |
| District de Columbia | 136                                    | 146                                                  | D.C. |

## Évolution par État du PIB des États-Unis de 1997 à 2019

### Alabama
|                            | 1997  | 1998  | 1999  | 2000  | 2001  | 2002  | 2003  | 2004  | 2005  | 2006  | 2007  | 2008  | 2009  | 2010  | 2011  | 2012  | 2013  | 2014  | 2015  | 2016  | 2017  | 2018  | 2019  |
| -------------------------- | ----- | ----- | ----- | ----- | ----- | ----- | ----- | ----- | ----- | ----- | ----- | ----- | ----- | ----- | ----- | ----- | ----- | ----- | ----- | ----- | ----- | ----- | ----- |
| PIB en euros               | 96,3  | 101,2 | 106,4 | 110,3 | 113,3 | 118,3 | 123,7 | 135,6 | 144,4 | 151,7 | 157,0 | 159,8 | 155,7 | 161,8 | 167,8 | 172,4 | 177,2 | 179,7 | 185,5 | 188,6 | 194,7 | 205,2 | 213,8 |
| PIB en dollars américains  | 104,1 | 109,4 | 115,0 | 119,2 | 122,4 | 127,8 | 133,7 | 146,5 | 156,0 | 163,9 | 169,7 | 172,7 | 168,3 | 174,8 | 181,3 | 186,3 | 191,5 | 194,2 | 200,4 | 203,8 | 210,4 | 221,7 | 231,0 |
| Proportion du PIB national | 1,21% | 1,21% | 1,19% | 1,16% | 1,16% | 1,17% | 1,17% | 1,20% | 1,20% | 1,19% | 1,17% | 1,17% | 1,16% | 1,17% | 1,17% | 1,15% | 1,14% | 1,11% | 1,10% | 1,09% | 1,08% | 1,08% | 1,08% |
| Croissance annuelle        |       | 5,1%  | 5,1%  | 3,7%  | 2,7%  | 4,4%  | 4,7%  | 9,6%  | 6,4%  | 5,1%  | 3,6%  | 1,8%  | -2,5% | 3,8%  | 3,8%  | 2,7%  | 2,8%  | 1,4%  | 3,2%  | 1,7%  | 3,2%  | 5,4%  | 4,2%  |

Pour des raisons techniques, il est temporairement impossible d'afficher le graphique qui aurait dû être présenté ici.

Graphique indiquant l'évolution du PIB de l'Alabama entre 1997 et 2019 en milliards d'euros.

### Alaska
|                            | 1997  | 1998  | 1999  | 2000  | 2001  | 2002  | 2003  | 2004  | 2005  | 2006  | 2007  | 2008  | 2009  | 2010  | 2011  | 2012  | 2013  | 2014  | 2015  | 2016  | 2017  | 2018  | 2019  |
| -------------------------- | ----- | ----- | ----- | ----- | ----- | ----- | ----- | ----- | ----- | ----- | ----- | ----- | ----- | ----- | ----- | ----- | ----- | ----- | ----- | ----- | ----- | ----- | ----- |
| PIB en euros               | 23,8  | 22,3  | 22,8  | 24,7  | 26,2  | 27,3  | 29,4  | 32,3  | 36,7  | 41,0  | 45,2  | 50,5  | 45,8  | 48,8  | 51,9  | 53,2  | 52,3  | 51,3  | 46,8  | 45,6  | 47,8  | 50,5  | 51,2  |
| PIB en dollars américains  | 25,7  | 24,2  | 24,7  | 26,8  | 28,4  | 29,6  | 31,8  | 35,0  | 39,8  | 44,4  | 49,0  | 54,8  | 49,6  | 52,9  | 56,3  | 57,7  | 56,6  | 55,5  | 50,6  | 49,4  | 51,8  | 54,7  | 55,4  |
| Proportion du PIB national | 0,30% | 0,29% | 0,26% | 0,26% | 0,27% | 0,27% | 0,28% | 0,29% | 0,31% | 0,32% | 0,34% | 0,37% | 0,34% | 0,35% | 0,36% | 0,36% | 0,34% | 0,32% | 0,28% | 0,26% | 0,27% | 0,27% | 0,26% |
| Croissance annuelle        |       | -6,1% | 2,3%  | 8,3%  | 6,1%  | 4,2%  | 7,4%  | 10,0% | 13,7% | 11,7% | 10,2% | 11,8% | -9,4% | 6,6%  | 6,4%  | 2,5%  | -1,8% | -1,9% | -8,8% | -2,5% | 4,9%  | 5,7%  | 1,2%  |

Pour des raisons techniques, il est temporairement impossible d'afficher le graphique qui aurait dû être présenté ici.

Graphique indiquant l'évolution du PIB de l'Alaska entre 1997 et 2019 en milliards d'euros.

### Arizona
|                            | 1997  | 1998  | 1999  | 2000  | 2001  | 2002  | 2003  | 2004  | 2005  | 2006  | 2007  | 2008  | 2009  | 2010  | 2011  | 2012  | 2013  | 2014  | 2015  | 2016  | 2017  | 2018  | 2019  |
| -------------------------- | ----- | ----- | ----- | ----- | ----- | ----- | ----- | ----- | ----- | ----- | ----- | ----- | ----- | ----- | ----- | ----- | ----- | ----- | ----- | ----- | ----- | ----- | ----- |
| PIB en euros               | 122,2 | 132,3 | 143,3 | 151,9 | 158,2 | 165,5 | 177,8 | 189,5 | 210,5 | 229,0 | 242,0 | 239,3 | 225,0 | 229,0 | 238,0 | 247,5 | 253,9 | 262,4 | 274,1 | 287,0 | 302,1 | 321,3 | 337,8 |
| PIB en dollars américains  | 132,4 | 143,4 | 155,3 | 164,6 | 171,5 | 179,4 | 192,8 | 205,4 | 228,2 | 248,2 | 262,3 | 259,4 | 243,9 | 248,2 | 257,9 | 268,3 | 275,2 | 284,4 | 297,1 | 311,1 | 327,5 | 348,3 | 366,2 |
| Proportion du PIB national | 1,54% | 1,58% | 1,61% | 1,61% | 1,62% | 1,64% | 1,68% | 1,68% | 1,75% | 1,80% | 1,82% | 1,76% | 1,69% | 1,66% | 1,66% | 1,66% | 1,64% | 1,62% | 1,63% | 1,66% | 1,68% | 1,69% | 1,71% |
| Croissance annuelle        |       | 8,3%  | 8,3%  | 6,0%  | 4,2%  | 4,6%  | 7,4%  | 6,6%  | 11,1% | 8,8%  | 5,7%  | -1,1% | -6,0% | 1,8%  | 3,9%  | 4,0%  | 2,6%  | 3,4%  | 4,5%  | 4,7%  | 5,3%  | 6,4%  | 5,1%  |

Pour des raisons techniques, il est temporairement impossible d'afficher le graphique qui aurait dû être présenté ici.

Graphique indiquant l'évolution du PIB de l'Arizona entre 1997 et 2019 en milliards d'euros.

### Arkansas
|                            | 1997  | 1998  | 1999  | 2000  | 2001  | 2002  | 2003  | 2004  | 2005  | 2006  | 2007  | 2008  | 2009  | 2010  | 2011  | 2012  | 2013  | 2014  | 2015  | 2016  | 2017  | 2018  | 2019  |
| -------------------------- | ----- | ----- | ----- | ----- | ----- | ----- | ----- | ----- | ----- | ----- | ----- | ----- | ----- | ----- | ----- | ----- | ----- | ----- | ----- | ----- | ----- | ----- | ----- |
| PIB en euros               | 55,3  | 57,6  | 61,7  | 63,5  | 65,2  | 68,3  | 72,2  | 78,1  | 82,7  | 87,1  | 89,5  | 91,3  | 89,6  | 93,9  | 97,9  | 100,4 | 105,5 | 108,3 | 109,6 | 111,1 | 113,9 | 118,6 | 122,9 |
| PIB en dollars américains  | 59,9  | 62,4  | 66,8  | 68,8  | 70,6  | 74,0  | 78,2  | 84,6  | 89,6  | 94,4  | 96,9  | 99,0  | 97,1  | 101,7 | 106,1 | 108,7 | 114,3 | 117,3 | 118,8 | 120,4 | 123,4 | 128,4 | 133,2 |
| Proportion du PIB national | 0,70% | 0,69% | 0,69% | 0,67% | 0,67% | 0,68% | 0,68% | 0,69% | 0,69% | 0,68% | 0,67% | 0,67% | 0,67% | 0,68% | 0,68% | 0,67% | 0,68% | 0,67% | 0,65% | 0,64% | 0,63% | 0,62% | 0,62% |
| Croissance annuelle        |       | 4,3%  | 7,0%  | 2,9%  | 2,7%  | 4,7%  | 5,8%  | 8,2%  | 5,9%  | 5,3%  | 2,7%  | 2,1%  | -1,9% | 4,8%  | 4,3%  | 2,5%  | 5,1%  | 2,7%  | 1,2%  | 1,4%  | 2,5%  | 4,1%  | 3,7%  |

Pour des raisons techniques, il est temporairement impossible d'afficher le graphique qui aurait dû être présenté ici.

Graphique indiquant l'évolution du PIB de l'Arkansas entre 1997 et 2019 en milliards d'euros.